# Cikutra
Cikutra is een bestuurslaag in de stadsgemeente Kota Bandung van de provincie West-Java, Indonesië. Cikutra telt 22.776 inwoners (volkstelling 2010).